# 辽宁传媒学院
辽宁传媒学院（英语：Liaoning Communication University，缩写：LNCU），简称辽传，始建于1991年，2014年经中华人民共和国教育部批准，升格为辽宁传媒学院。学校位于中华人民共和国辽宁省省会沈阳市，是中国东北地区唯一一所独立设置的、主要培养传媒类应用型人才的本科院校。
学校是辽宁省应用型大学建设试点高校，辽宁省文化产业校企联盟理事长单位，荣获黄炎培“优秀学校奖”；就业率一直保持在96%以上，多次被评为辽宁普通高校毕业生就业先进单位。学校以传媒类专业为主，文学类、艺术类、管理类、工科类多学科交叉渗透、协调发展的学科专业体系，以传媒创意为核心，以传媒艺术和传媒技术为两翼的特色办学体系。学校下设11个二级学院，四大学科门类， 44个专业，形成了特色鲜明的4大专业群，是一所特色鲜明的高水平应用型传媒大学。
学校成立于1991年。2005年，经辽宁省人民政府批准，成立辽宁美术职业学院，学校已培养出数万名艺术类专业学子，服务辽宁社会经济发展。2014年，经教育部批准，学校正式升格为辽宁传媒学院，成为东北地区唯一一所独立设置的传媒类本科大学。2016年，设置了五个教学系、四大教学部的教学格局。2017年，辽宁传媒学院获批，拥有招收留学生资格。2019年，辽宁传媒学院组建11个二级学院，建立现代化大学管理体制，为建设成为高水平传媒大学奠定坚实基础。

## 校园
辽宁传媒学院现有全日制在校学生1万1千余人。拥有南、北两个校区，占地面积87万平方米，建筑面积41万平方米。是一所建筑恢弘大气、环境优雅宜人、教学功能完备、生活布局合理的现代化花园式大学。建有400米标准跑道体育场2个，座位总数9000余个；体育馆2座，建筑总面积2.2万平方米，座位总数4500余个；图书馆2座，建筑总面积2.82万平方米，阅览座位总数2500个，馆藏纸质图书110余万册，中文镜像电子图书27万种，电子图书135万种，并配有中国知网、读秀学术搜索等多种数据库资源，引进电子书瀑布流，报刊阅读机、朗读亭、交互一体机等大量自动化设备设施，实现智慧化功能。辽传连续8年被评为“辽宁省平安校园”，两座食堂被食品药品监督局评为沈阳市A级食堂。
辽宁传媒学院全力推进数字化、信息化校园建设，建有智慧教室60余间、计算机渲染工作站20余间以及设施国际一流的省级卫视台实景演播厅、虚拟演播厅、融媒体中心、苹果工作站、放映厅等各类现代化的实践场所73个，建有功能多样、设施设备一流、能容纳1000余人的大型实验剧场。辽传持续加大设备投入力度，教学科研仪器设备总值5900余万元，生均5700余元。一流的软硬件设备设施，为学生成功实现梦想提供强有力支撑。

## 师资
辽传积极实施人才强校战略，积极引进高层次人才，逐步建成了一支职称结构合理、学历层次较高、教学科研能力较强的高素质、高水平师资队伍。现有专任教师近800人，其中国务院特殊津贴获得者、省部级专家、省级教学名师等各类高层次人才30余人，高级职称教师占比35.1%，硕士学位以上教师占比74.2%。

## 系部
1. 艺术学院 （页面存档备份，存于）
2. 城市学院 （页面存档备份，存于）
3. 数媒学院 （页面存档备份，存于）
4. 影视学院 （页面存档备份，存于）
5. 新闻学院 （页面存档备份，存于）
6. 管理学院 （页面存档备份，存于）
7. 马克思主义学院 （页面存档备份，存于）
8. 人文学院 （页面存档备份，存于）
9. 城市学院 （页面存档备份，存于）
10. 创新创业学院（就业创业服务处） （页面存档备份，存于）
11. 国际教育学院（国际合作与交流处） （页面存档备份，存于）
12. 体育部 （页面存档备份，存于）

## 专业
辽传牢固树立“区域性、应用型、以传媒艺术类为主的多科性本科院校”的办学类型定位，大力开展校企合作、产教融合，与200余家国内外知名企事业单位开展了校企合作，是辽宁省文化产业校企联盟理事长单位，辽宁省向应用型转变试点高校。学校设立11个二级学院（部），面向文化传媒、广播影视、艺术设计、信息传播等领域，开设36个本科专业。

### 本科
| 所属学类             | 专业名称 |
| -------------------- | --- |
| 中国语言文学类       | 汉语言文学 |
| 新闻传播学类         | 新闻学、编辑出版学、广告学、传播学、网络与新媒体、数字出版、广播电视学                                           |
| 计算机类             | 数字媒体技术 |
| 建筑类               | 风景园林 |
| 管理科学与工程类     | 工程造价、大数据管理与应用                                                                                       |
| 工商管理类           | 国际商务、文化产业管理                                                                                           |
| 图书情报与档案管理类 | 信息资源管理 |
| 电子商务类           | 电子商务及法律                                                                                                   |
| 旅游管理类           | 会展经济与管理                                                                                                   |
| 戏剧与影视学类       | 表演、戏剧影视美术设计、影视摄影与制作、广播电视编导、播音与主持艺术、录音艺术、戏剧影视文学、戏剧影视导演、动画 |
| 美术学类             | 书法学、摄影 |
| 设计学类             | 艺术设计学、环境设计、视觉传达设计、服装与服饰设计、公共艺术、艺术与科技                                         |

### 专科
| 所属学类   | 专业名称                                                                           |
| ---------- | ---------------------------------------------------------------------------------- |
| 建筑设计类 | 建筑室内设计                                                                       |
| 航空运输类 | 空中乘务                                                                           |
| 计算机类   | 动漫制作技术                                                                       |
| 工商管理类 | 市场营销、工商企业管理                                                             |
| 艺术设计类 | 环境艺术设计（雕塑艺术设计）、艺术设计（数字动画设计）、环境艺术设计、广告艺术设计 |